# NGC 2262
NGC 2262 (również OCL 531) – gromada otwarta znajdująca się w gwiazdozbiorze Jednorożca. Odkrył ją William Herschel 27 grudnia 1786 roku. Jest położona w odległości ok. 11,7 tys. lat świetlnych od Słońca.